# Festival Juntatribo
O Festival Juntatribo foi um festival de música alternativa realizado no Observatório a Olho Nu, na Universidade Estadual de Campinas, em Campinas.
Ele contou com duas edições, em 1993 e em 1994. O festival notabilizou-se por ter revelado bandas de roque como Raimundos, Planet Hemp, Relespública, Pin Ups e Little Quail. Além das apresentações musicais, havia performance de grupos teatrais, artistas circenses, fanzines, rampa de skate e exibição de vídeos.

## História
O festival foi idealizado por Sérgio Vanalli, estudante de Engenharia Química na Unicamp, que organizou o evento junto com o DCE da universidade.
O palco foi montado sob uma lona de circo e toda a estrutura do evento era improvisada.
A primeira edição teve pouca divulgaçã, mas uma ótima repercussão ao seu final, pelo sucesso de público e critica. Na segunda edição, que teve até cobertura da MTV Brasil (programa Lado B de Fabio Massari), o número de pessoas foi acima do esperado e do comportado pelo evento, que deixou de ser realizado após esta edição.
O festival marcou a música alternativa do interior de São Paulo. Cenas do Festival foram mostradas no documentário "Time Will Burn", de Marko Panayotis e Otavio Sousa, lançado em 2016.

## Edições

### Juntatribo (1993)
A primeira edição do festival aconteceu entre os dias 17 a 19 de agosto de 1993, uma média de público de 2.500 pessoas por noite. Marca a primeira apresentação da banda brasiliense Raimundos no estado de São Paulo, ainda antes do lançamento do seu primeiro álbum. Contou com o patrocínio da marca de jeans Staroup e a entrada era gratuita.
Se apresentaram 17 bandas, sendo 4 de fora do estado de São Paulo:
- Dia 17: Muzzarelas, Tubescreamers, Raimundos, Safari Hamburguers e Lethal Charge;
- Dia 18: Hëavën in Hëll, Happy Cow, Killing Chainsaw[10], Pinups, Skijktl e Linguachula;
- Dia 19: Waterball, Mickey Junkies, Second Come, Low Dream, Okotô e Magazine;

### 2º Juntatribo (1994)
A segunda edição do festival aconteceu entre os dias 16 a 18 de setembro de 1994, com a apresentação de 27 bandas, selecionadas pelos organizadores do festival através da audição das 400 fitas enviadas. O público foi de cerca de 3.000 pessoas por noite.
No primeiro dia do evento, no show da banda Resist Control, o palco quebrou ao meio, adiando as atrações restantes deste dia para o próximo. No sábado, no show da banda santista Garage Fuzz, houve confusão com os punks do evento. 
A bandas que se apresentaram foram:
- Dia 16: Cervejas, Pinheads, Intense Manner Of Living (IML), Beach Lizards, Garage Fuzz, Anarchy Solid Sound, Resist Control, Concreteness, No Class;
- Dia 17: Wry[15], Drivellers, Magog, Killing Chainsaw, Oz, Pelvs, Brincando de deus, Adventure, Loop B;
- Dia 18: Lucrezia Borgia, Relespública, Little Quail, Boi Mamão, Virna Lisi, Línguachula, Câmbio Negro, Planet Hemp, Daizy Down;